# Aogashima
Aogashima (青ヶ島) É uma ilha vulcânica japonesa no Mar das Filipinas. A ilha está localizada a aproximadamente 358 quilômetros (222 milhas) ao sul de Tóquio e 64 km (40 milhas) ao sul de Hachijo-Jima. É a mais meridional e uma das ilhas mais isoladas e habitadas do arquipélago de Izu.
A aldeia de Aogashima a administra juntamente com a  subprefeitura Hachijo da metrópole de Tóquio. A ilha tem 8,75 km² (3,38 sq mi) e população de 170 pessoas. Aogashima também está dentro dos limites do Parque Nacional de Fuji-Hakone-Izu.

## Geologia
Aogashima é um complexo vulcânico quaternário ilhado de 3,5 km de comprimento com uma largura máxima de 2,5 km, formado pelos restos sobrepostas de pelo menos quatro caldeiras vulcânicas submarinas. A ilha é cercada por escarpas muito íngremes e de camadas de depósitos vulcânicos. A costa sudeste é identificada pelo cume afiado numa caldeira vulcânica estreita chamada Ikenosawa (池之沢) com um diâmetro de 1,5 km. A caldeira vulcânica domina a ilha com um ponto singular em seu cume sul, Otonbu (大凸部) mensurada em 423 metros (1.388 pés), sendo o ponto mais alto da ilha. A caldeira é ocupado por um cone secundário chamado Maruyama (丸山)

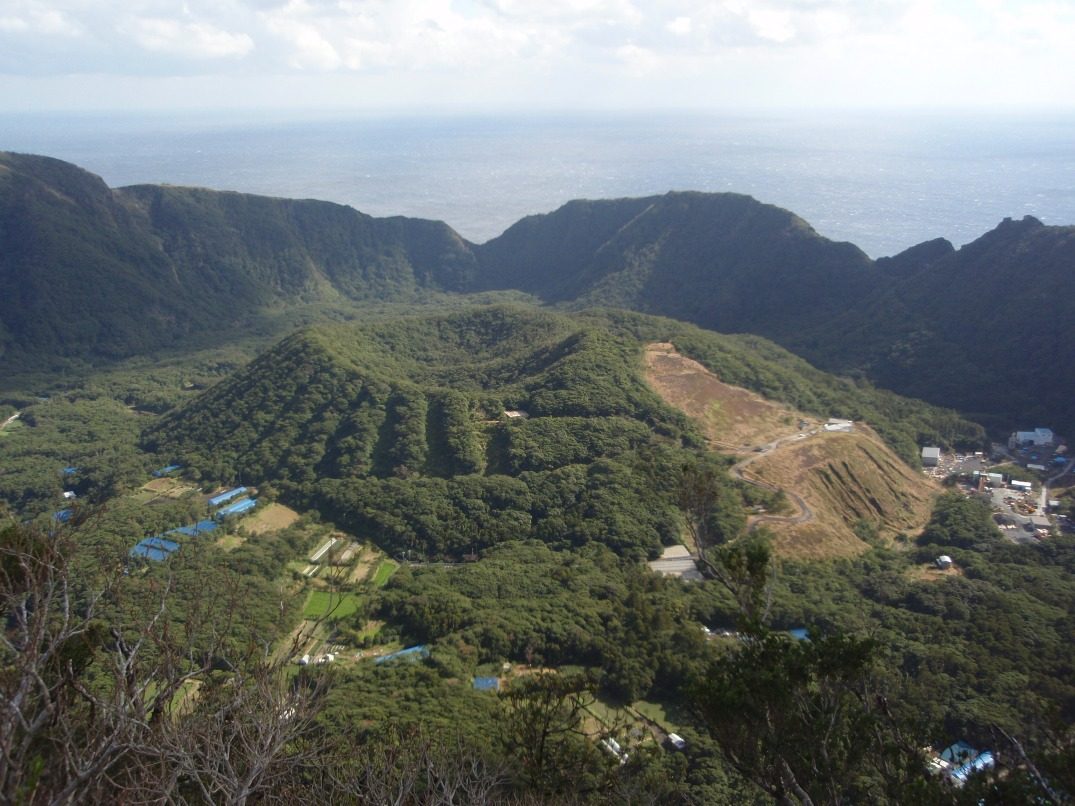
Ikenosawa caldera e cone central Maruyama

Ainda considerado um vulcão Classe-C ativo pela Agência Meteorológica do Japão. Sua última erupção  foi durante um período de quatro ano: em 1781-1785.

## História

Bandeira da Vila de Aogashima

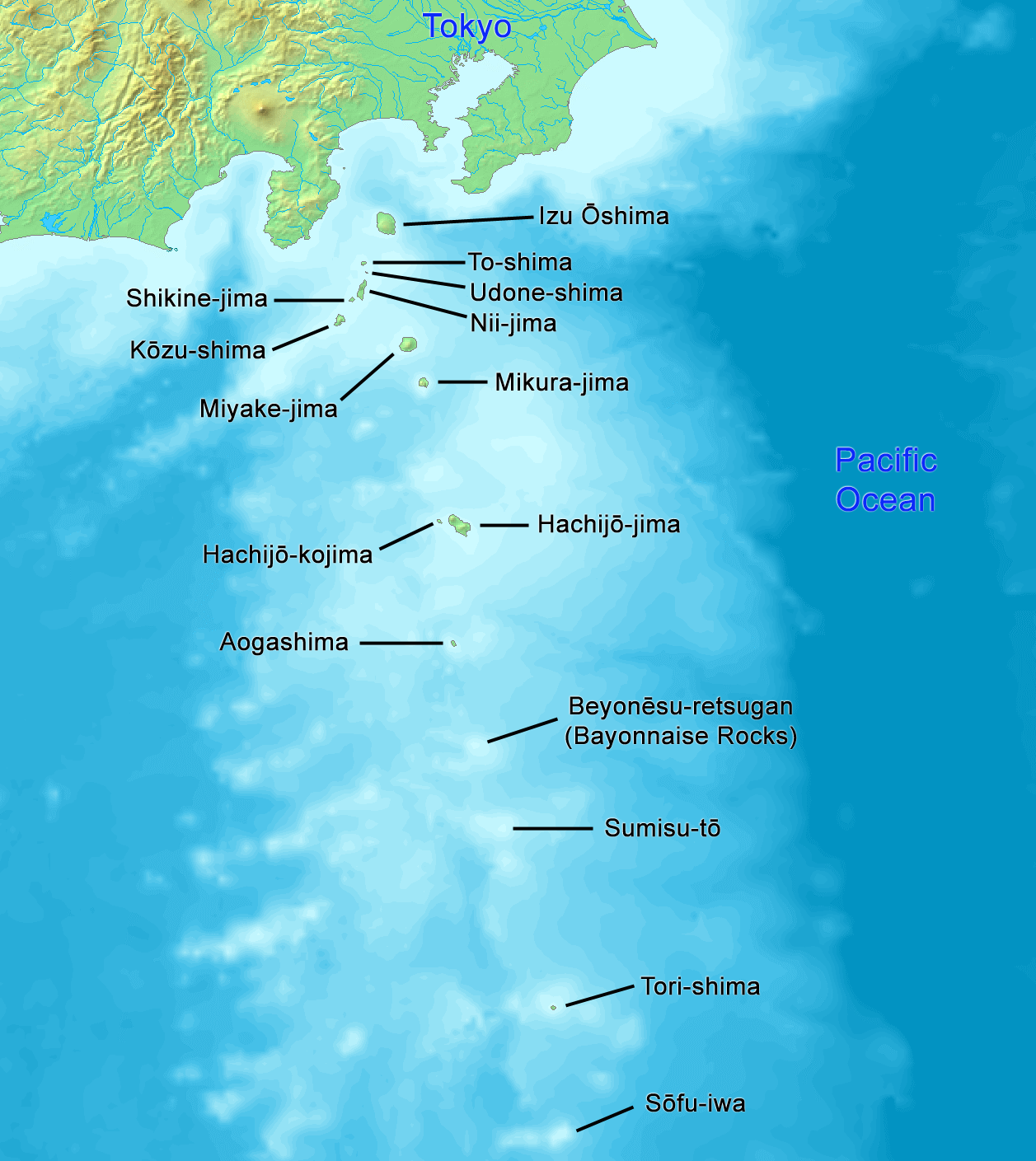
Mapa das Ilhas de Izu

A história de ocupação humana na ilha é incerta, sabe-se que a maioria das pessoas em Aogashima são japoneses. A ilha é mencionada em registros mantidos em Hachijo-jima no Período Edo, com atividade vulcânica recorde em 1652 e entre 1670 e 1680. Uma sequência de terremotos em julho de 1780 foi seguido por vapor saindo dos lagos da cratera Ikenosawa. Mais terremotos em maio de 1781 levaram a uma erupção. Em abril de 1783, a erupção de lava do vulcão no cone Maruyama resultou na evacuação de todas as 63 famílias da ilha. Por causa de uma grande erupção em 1785, por volta de 130 a 140 pessoas de 327 vieram a perecer.